# Granulopessia
La granulopessia (o cromopessia) è il fenomeno per cui una cellula che ha ingerito per fagocitosi un colorante vitale (che non la uccide) può poi essere facilmente individuata al microscopio.

## Cause ed utilità nelle indagini mediche
Ciò si verifica in quanto le particelle della soluzione colloidale del colorante (per esempio blu pirrolo, litio carminio o blu tripan) subiscono un fenomeno di precipitazione nel citoplasma (l'interno della cellula) che le unisce tra di loro dando origine a granuli ben visibili.
Questa tecnica istologica è largamente usata per la caratterizzazione dei macrofagi, cellule che svolgono un'intensa attività fagocitaria, ed in particolar modo nella distinzione dei macrofagi inattivati dai fibroblasti nel tessuto connettivo propriamente detto poiché questi due tipi di cellule sono molto simili.